# Lisy (gromada)
Lisy – dawna gromada.
Gromadę Lisy z siedzibą GRN w Lisach utworzono w powiecie węgorzewskim w woj. olsztyńskim na mocy uchwały nr 28 WRN w Olsztynie z dnia 4 października 1954. W skład jednostki weszły obszary dotychczasowych gromad Grodzisko, Kierzki, Lisy i Zawady ze zniesionej gminy Banie Mazurskie w tymże powiecie. Dla gromady ustalono 12 członków gromadzkiej rady narodowej.
1 stycznia 1955 gromadę przyłączono do powiatu gołdapskiego w woj. białostockim, gdzie ustalono dla niej 11 członków gromadzkiej rady narodowej.
1 stycznia 1972 do gromady Lisy przyłączono miejscowość Nowiny z gromady Grabowo w tymże powiecie.
Gromada przetrwała do końca 1972 roku, czyli do kolejnej reformy gminnej.